# Городское поселение Куженер
Городско́е поселе́ние Куженер — муниципальное образование в Куженерском районе Марий Эл Российской Федерации.
Административный центр — пгт Куженер.

## История
Статус и границы городского поселения установлены Законом Республики Марий Эл от 18 июня 2004 года № 15-З «О статусе, границах и составе муниципальных районов, городских округов в Республике Марий Эл».

## Население
| 2010  | 2011  | 2012  | 2013  | 2014  | 2015  | 2016  | 2017  | 2018  |
| ----- | ----- | ----- | ----- | ----- | ----- | ----- | ----- | ----- |
| 5426  | ↘5409 | ↘5266 | ↘5156 | ↘5105 | ↘5016 | ↘5006 | ↘4993 | ↘4961 |
| 2019  | 2020  | 2021  | 2023  |       |       |       |       |       |
| ↘4928 | ↘4836 | ↗4846 | ↘4760 |       |       |       |       |       |

## Состав городского поселения
| № | Населённый пункт | Тип населённого пункта      | Население |
| - | ---------------- | --------------------------- | --------- |
| 1 | Большой Сабанер  | деревня                     | 1         |
| 2 | Куженер          | пгт, административный центр | ↘4744     |
| 3 | Сабер            | деревня                     | 35        |

В 2023 году деревня Колотки включена в состав посёлка Куженер